# Khalifa Keita
Khalifa Keita fue el cuarto mansa del Imperio de Malí. Rigió el imperio solo por un año desde 1274 hasta su asesinato en 1275.
Khalifa era el hijo de un general adoptado por el legendario Sundiata Keita, según su política de atraerse a los mandos del ejército, al igual que su predecesor el Mansa Ouati. Khalifa fue elevado a la corte real y peleó en la destructiva guerra con Ouati después de la muerte del Mansa Ouali, único hijo de Sundiata, en 1270. 
Khalifa fue derrotado y forzado a marchar al exilio mientras Mansa Wati gobernó imcompetentemente durante 4 años. Después de la muerte de Wati, Khalifa peléo el trono. Su gobierno es recordado como uno de los peores de todos los emperadores. Las leyendas dicen que Khalifa escalaba al tejado de su palacio para disparar flechas de fuego los traseúntes por deporte.
Su comportamiento intolerable fue terminado por la Gbara o Parlamento. Khalifa fue asesinado y reemplazado por el hermano de Sundiata, Manding Bory, llamado también Abú Bark o Abubakari, que debiera haber sido elegido en 1255 en lugar de Ouali I, según la Ley.
| Predecesor: Ouati | Mansa de Malí 1274 – 1275 | Sucesor: Abubakari I |